# Дорошенко Олексій Володимирович
Олексій Володимирович Дорошенко (сценічне псевдо: Дорош; нар. 27 березня 1977, Житомир) — український рок-музикант. Барабанщик та співавтор пісень українського рок-гурту Dруга Ріка від часу його заснування у 1996 році.

## Біографія
Народився 27 березня 1977 року у місті Житомирі. У 1994 році закінчив Житомирську середню загальноосвітню школу № 25.
Вперше барабанні палички до рук взяв у дванадцятилітньому віці.
За участі барабанника гурту Олексія Дорошенка були створені пісні «Дискомода» з альбому «Мода» (2008) та «Стоп» з альбому «Supernation» (2014). Також саме він привів до гурту другого гітариста гурту — Сергія Беліченка у 1998 році, який замінив попередника — Тараса Мельничука.
У 2011 році гурт став офіційним представником Ahead в Україні.